# 사랑의 학교 (드라마)
《사랑의 학교》는 KBS2에서 1991년 7월 1일부터 같은 해 10월 4일까지 방영되었던 어린이 드라마 작품이다.

## 출연진
- 백윤식
- 김용선
- 김서라
- 권혁호 - 나민달 역
- 남일우
- 홍영진
- 이원종
- 황범식
- 조정국 - 황정두 역
- 김홍석 - 주덕보 역
- 태민영
- 조재훈
- 송경철
- 임선택
- 이상숙
- 김응석
- 최은숙
- 이원종
- 김현주
- 이병철
- 연운경
- 임의준
- 박경득

- 장덕수ㅡ엔리코 역
- 이궁희
- 이영호

| KBS 2TV 어린이 드라마                   | KBS 2TV 어린이 드라마                 | KBS 2TV 어린이 드라마               |
| 이전 작품                               | 작품명                                | 다음 작품                           |
| --------------------------------------- | ------------------------------------- | ----------------------------------- |
| 무지개 장군들 1991년 3월 4일 ~ 6월 28일 | 사랑의 학교 1991년 7월 1일 ~ 10월 4일 | 어린 왕자 1999년 5월 3일 ~ 8월 26일 |